# Futbol'nyj Klub Sibir'
Il Futbol'nyj Klub Sibir', chiamato semplicemente Sibir' o Sibir' Novosibirsk (in russo Футбольный клуб «Сибирь»?), è stata una società calcistica russa con sede nella città di Novosibirsk. Fondato nel 1936, nel 2019 il club è stato sciolto.

## Storia
Fondato nel 1936 con il nome di Burevestnik (procellaria o uccello delle tempeste, il simbolo del club) durante l'era sovietica ha cambiato nome diverse volte:
- Burevestnik fino al 1937
- Krylja Sovetov dal 1938 al 1956
- Sibselmaš (l'industria siberiana di macchine agricole) dal 1957 al 1965
- SETM (l'industria siberiana di energia elettrica) nel 1970
- Dzeržinec (in onore di Feliks Dzeržinskij) nel 1971
- Čkalovec (in onore di Valerij Čkalov) negli anni 1972–1991 e 1993–1999
- Čkalovec-FoKuMiS nel 1992
- Čkalovec-1936 tra il 2000 ed il 2005
- Sibir' (Siberia) dal 2006

Negli anni dell'URSS ha sempre militato nelle categorie minori, senza mai partecipare ai campionati della massima serie.
Nel 1992 il Čkalovec entrò a far parte della Pervij divizion, il secondo campionato russo, dove militò due stagioni per poi retrocedere in terza divisione, la Pervenstvo Professional'noj Futbol'noj Ligi, quando venne deciso di unificare i tre gironi della seconda divisione in un solo campionato.
Prontamente promosso dopo altre due stagioni retrocede nuovamente. Nel 2000 si fonde con l'Olympik Novosibirsk, che ne prese il posto in Vtoroj divizion. Il Čkalovec-1936, che diviene l'erede del club sovietico, in quell'anno gioca in KFK, il campionato dilettanti.
L'esilio nel campionato dilettanti dura solo un anno e nel 2004 c'è il ritorno in Pervij divizion. Nel 2006 il nome cambia nuovamente e diventa Sibir'. Nel 2009 grazie al secondo posto in prima divisione arriva la storica promozione nella massima serie. Nel 2010 il club si qualifica per la finale di Coppa di Russia contro lo Zenit e, pur perdendo 1-0, si garantisce l'ingresso in UEFA Europa League, dove nel terzo turno di qualificazione elimina i ciprioti dell'Apollōn Limassol, vincendo 1-0 in casa e perdendo 2-1 in trasferta mentre nella fase successiva incontra gli olandesi del PSV, contro i quali vince 1-0 nella partita d'andata giocata in casa prima di essere sconfitto con un sonoro 5-0.
Nel 2019 dopo la retrocessione dalla PFN Ligi, seconda serie nazionale, il club non ha applicato per la licenza di partecipazione al campionato di Pervenstvo Professional'noj Futbol'noj Ligi ed è stato sciolto.

## Palmarès

### Competizioni nazionali
- Vtoroj divizion: 2

1994, 2004

### Altri piazzamenti
- Coppa di Russia:

Finalista: 2009-2010
- PFN Ligi:

Secondo posto: 2009
Terzo posto: 2007

## Organico

### Rosa 2017-2018
Aggiornata al 2 settembre 2017.
| N. |                   | Ruolo | Calciatore          |
| -- | ----------------- | ----- | ------------------- |
| 2  | Russia (bandiera) | D     | Aleksej Aravin      |
| 3  | Russia (bandiera) | D     | Maksim Plopa        |
| 4  | Russia (bandiera) | D     | Valerij Cchovrebov  |
| 5  | Russia (bandiera) | D     | Anton Kušniruk      |
| 7  | Russia (bandiera) | C     | Roman Beljaev       |
| 8  | Russia (bandiera) | C     | Aleksandr Makarenko |
| 9  | Russia (bandiera) | A     | Maksim Žitnev       |
| 10 | Russia (bandiera) | C     | Maksim Andreev      |
| 11 | Russia (bandiera) | A     | Aleksandr Degtjarev |
| 13 | Russia (bandiera) | C     | Guja Rukhaia        |
| 16 | Russia (bandiera) | P     | Maksim Kiselev      |
| 17 | Russia (bandiera) | C     | Roman Parfinovič    |
| 18 | Russia (bandiera) | C     | Artem Dudolev       |
| 19 | Russia (bandiera) | C     | Vladimir Azarov     |
| 20 | Russia (bandiera) | D     | Anton Poljutkin     |
| 22 | Russia (bandiera) | P     | Nikolaj Cygan       |

| N. |                     | Ruolo | Calciatore         |
| -- | ------------------- | ----- | ------------------ |
| 25 | Russia (bandiera)   | D     | Michail Miščenko   |
| 28 | Russia (bandiera)   | D     | Ruslan Magal       |
| 37 | Moldavia (bandiera) | C     | Eugeniu Cebotaru   |
| 38 | Russia (bandiera)   | P     | Evgeni Staver      |
| 44 | Russia (bandiera)   | D     | Vjačeslav Larents  |
| 50 | Russia (bandiera)   | P     | Vladislav Ivanov   |
| 55 | Russia (bandiera)   | D     | Aleksej Gladyšev   |
| 77 | Russia (bandiera)   | C     | Artem Koržunov     |
| 88 | Russia (bandiera)   | C     | Nikita Zagorodnev  |
| 89 | Russia (bandiera)   | C     | Danila Tolstoj     |
| 90 | Russia (bandiera)   | A     | Vitali Galyš       |
| 93 | Russia (bandiera)   | C     | Nikolaj Filipenkov |
| 94 | Russia (bandiera)   | A     | Ėduard Bogdanov    |
| 96 | Russia (bandiera)   | D     | Kirill Kopaev      |
| 97 | Russia (bandiera)   | C     | Anton Koščeev      |
| 98 | Russia (bandiera)   | A     | Aleksej Micheev    |

### Rosa 2016-2017
Aggiornata al 2 settembre 2016.
| N. |                      | Ruolo | Calciatore          |
| -- | -------------------- | ----- | ------------------- |
| 1  | Russia (bandiera)    | P     | Il'ja Trunin        |
| 3  | Russia (bandiera)    | D     | Maksim Plopa        |
| 4  | Rep. Ceca (bandiera) | D     | Tomáš Vychodil      |
| 6  | Russia (bandiera)    | D     | Evgenij Kachan      |
| 7  | Russia (bandiera)    | C     | Roman Beljaev       |
| 8  | Russia (bandiera)    | C     | Aleksandr Makarenko |
| 9  | Russia (bandiera)    | A     | Maksim Votinov      |
| 10 | Russia (bandiera)    | C     | Maksim Andretev     |
| 11 | Russia (bandiera)    | C     | Nikita Bezličotnov  |
| 12 | Russia (bandiera)    | C     | Aleksej Kuvšinov    |
| 13 | Russia (bandiera)    | C     | Guja Rukhaia        |
| 16 | Russia (bandiera)    | P     | Maksim Kiselev      |

| N. |                     | Ruolo | Calciatore        |
| -- | ------------------- | ----- | ----------------- |
| 19 | Russia (bandiera)   | C     | Vladimir Azarov   |
| 22 | Russia (bandiera)   | P     | Nikolaj Cygan     |
| 25 | Russia (bandiera)   | D     | Michail Miščenko  |
| 28 | Russia (bandiera)   | D     | Ruslan Magal      |
| 37 | Moldavia (bandiera) | C     | Eugeniu Cebotaru  |
| 44 | Russia (bandiera)   | D     | Vjačeslav Larents |
| 55 | Russia (bandiera)   | D     | Aleksej Gladyšev  |
| 70 | Russia (bandiera)   | D     | Anton Kušniruk    |
| 77 | Russia (bandiera)   | C     | Artem Koržunov    |
| 90 | Russia (bandiera)   | C     | Araik Hovsepyan   |
| 94 | Russia (bandiera)   | A     | Ėduard Bogdanov   |

### Rosa 2015-2016
Aggiornata al 2 febbraio 2016.
| N. |                      | Ruolo | Calciatore          |
| -- | -------------------- | ----- | ------------------- |
| 1  | Russia (bandiera)    | P     | Il'ja Trunin        |
| 3  | Russia (bandiera)    | D     | Maksim Plopa        |
| 4  | Rep. Ceca (bandiera) | D     | Tomáš Vychodil      |
| 5  | Moldavia (bandiera)  | D     | Victor Golovatenco  |
| 7  | Russia (bandiera)    | C     | Roman Beljaev       |
| 8  | Russia (bandiera)    | C     | Aleksandr Makarenko |
| 9  | Russia (bandiera)    | A     | Maksim Žitnev       |
| 10 | Russia (bandiera)    | C     | Ivan Nagibin        |
| 12 | Russia (bandiera)    | C     | Aleksej Kuvšinov    |
| 13 | Russia (bandiera)    | C     | Guja Rukhaia        |
| 15 | Russia (bandiera)    | C     | Vjačeslav Čadov     |
| 19 | Russia (bandiera)    | C     | Vladimir Azarov     |
| 20 | Russia (bandiera)    | P     | Daniil Avdjusơkin   |
| 22 | Russia (bandiera)    | P     | Nikolaj Cygan       |

| N. |                     | Ruolo | Calciatore         |
| -- | ------------------- | ----- | ------------------ |
| 28 | Russia (bandiera)   | D     | Ruslan Magal       |
| 32 | Russia (bandiera)   | C     | Denis Skorochodov  |
| 33 | Russia (bandiera)   | C     | Aslan Dyšekov      |
| 37 | Moldavia (bandiera) | C     | Eugeniu Cebotaru   |
| 44 | Russia (bandiera)   | D     | Vjačeslav Larents  |
| 52 | Russia (bandiera)   | C     | Evgenij Zinov'ev   |
| 55 | Russia (bandiera)   | D     | Aleksej Gladyšev   |
| 59 | Russia (bandiera)   | D     | Andrey Ivanov      |
| 66 | Bulgaria (bandiera) | C     | Rangel Abušev      |
| 83 | Russia (bandiera)   | C     | Sergei Šumilin     |
| 93 | Russia (bandiera)   | D     | Vjačeslav Šiškin   |
| 95 | Russia (bandiera)   | A     | Ilmir Jakupov      |
| 99 | Russia (bandiera)   | A     | Vladislav Kormišin |